# Дни на предизвикателствата
Дни на предизвикателствата е най-големият български фестивал на практикуващите екстремни спортове, приключенски туризъм, активности на открито и на любителите на природата в България.
Форумът има дългогодишна история. Стартира през 2005 година във Френски институт и „Дом на киното“ – София като приятелска среща между пътешественици, алпинисти и планинари. Традиционно се провежда в началото на месец декември в София, представяйки на българската публика известни лица от международната и българската сцена на приключенията, алпинизма, катеренето, извън-пистовото каране на ски, планинското колело, спелеологията, парапланеризма, ветроходството, гмуркането, карането в бързи води, каяк и пешеходния туризъм, пътешественици, изследователи и защитници на природата. Под формата на лекции, презентации, интерактивни събития и представяне на филми и видео разкази, разноликата българска аудитория научава за нови дестинации, приключения, запознава се с тенденции в пътуването, с фундаментални въпроси, свързани със съвременния начин на живот и как да пътуваме по един по-отговорен начин.
Гости през годините са били световни атлети и екстремни спортисти като Курт Алберт, Ник Бълок, Антоан Льо Менестрел, Дани Андрада, Ману Кордоба, Силвия Видал, Лео Холдинг ,Шон Вилануева, Никола Фаврес, Антоан Жирар, Жером Клеменц, Кристоф ДюМарест, Глен Плейк, Еврар Венденбаум, и всички родни имена в екстремните спортове.
На 11-ото издание на фестивала през 2015 г. специални гости бяха британският катерач Бен Муун, френският бегач рекордьор Жулиен Шорие, българската звезда в планинското бягане Кирил Николов – Дизела, подобрил същата година времевия рекорд при преминаването на маршрута „Ком-Емине“, и най-успешният български алпинист в планините на света – Боян Петров – Съни.

## История
Възникнали през 2005 г. след честването на 100 г. от рождението на големия френски алпинист, писател и гид Роже Фризон – Рош, проведено във Френски институт София, Дни на предизвикателствата се срещат за първи път със своята аудитория в „Дом на киното“. В началото те имат повече облика на годишна среща на пътешественици, алпинисти и планинари, но постепенно през годините се трансформират във форум за обмен и дискусия за най-високите постижения в областта на алтернативните спортове и защитата на природата.

Фестивалът си поставя за цел да се фокусира върху популяризирането на активния и здравословен начин на живот в хармония с природата, екологичните практики и ключови граждански инициативи, насочени към подобряване на природната и градската среда.
Наред с постижения на изявени атлети и експедиции на смели пътешественици, „Дни на предизвикателствата“ представят програмите на най-активните екологични НПО (Коалицията „За да Остане природа в България", „Българска фондация Биоразнообразие“, WWF, Greenpeace, Сдружението на планинските водачи „Асоциация Планини и хора“, ПСС, БААТ и други) за противодействие на климатичните промени, опазване на биоразнообразието в защитените територии, почистване и съхраняване на природните паркове, намаляване човешкия отпечатък върху природата чрез разделно събиране и рециклиране на отпадъци, екологично придвижване с помощта велосипедния транспорт и други.

## Фестивалът през годините

### 2019
През 2019 г. Дните отбелязват своя петнадесети рожден ден. Фестивалът стартира на 2 декември във Френския институт с Конференцията „Биоразнообразието – предизвикателство?“ и продължава в Университета по архитектура, строителство и геодезия от 3 до 5 декември. Сред гостите на събитието са французите Eврар Венденбаум (изследовател, пътешественик, филмов продуцент и катерач), планинският гид и пътешественик Кристов Дюмарест, Антоан Жира (носител на световния рекорд за височинен полет с параплан в Каракорум) и супермаратонецът Дион Леонард (Австралия-Великобритания). Откриването във Френския институт се превръща в значимо медийно събитие, подкрепено от френския посланик в София и светилото на науката Gilles Leboeuf; съпроводено е от излъчването на два премиерни филма. Биоразнообразието, планетата земя, големите планини това са част от акцентите, за които особено увлекателно говори Еврар Венденбаум. В рамките на Дните са представени общо 11 премиерни филма, включително 14 Real Rock tour сериите, Reel Rock the Nose Speed record, Spectre to the End of the Earth, Inside, Shelter step forward to the legendary Alps, Scoresby, Lost in Karakorum, China Jam и филмите на Веселин Овчаров и Владимир Павлов. Голямата изненада беше включването на световния номад Вячеслав Стоянов, първо публично участие след азвръщането му от Америките. Официален медиен партньор bTV медия груп.

### 2018
От 3 до 5 декември 2018 г. Аула Максима на Университета по Архитектура, Строителство и Геодезия отново събира почитатели на активностите сред природата, този път под мотото „Годината на Боян Петров“. От сцената на фестивала, където Боян Петров от самото начало е след основните гости и лектори, са припомнени неговите каузи и постижения, както и знакови негови участия в Дните. Акцентът на програмата през 2018 е изместен от планините към моретата и океаните, а един от основните гости е мореплавателят Дончо Папазов. Чуждестранен гост е френският колоездач Тито Томази, а сред филмовите акценти на програмата се открояват биографичният филм за британския алпинист Крис Бонингтън „Bonington: Mountaineer“ и „The Dawn Wall“ – филм за изкачването на емблематичния вертикален масив Ел Кап в Национален парк Йосемити. Една от темите в програмата за 2018 г. е сигурността в планината и професията на планинския водач, за която разказват гидовете Виктор Варошкин и Георги Пенев. Като част от предфестивалната програма на 26 ноември 2018 г. в Първо студио на Българското национално радио е организиран концерт, посветен на българските алпинисти, загубили живота си в планината. 

### 2017
От 29 ноември до 1 декември 2017 г. Дните събраха плеяда от ярки имена в света на приключенията. Боян Петров разказа за своите два нови осемхилядника – Гашербрум II и Дхаулагири, а фрийрайд-скиорът Глен Плейк за себе си. Акцент във филмовата програма беше новият документален филм на Патагония „Fishpeople“, разказващ за хората, свързали живота си със солените води на моретата и океаните.

### 2016
През 2016 г. Дните на предизвикателствата отпразнуваха своя дванадесети рожден ден с много настроение, а „гвоздеят“ на програмата беше катерачният и музикален тандем Никола Фаврез и Шон Вилянуева. Двамата пресъздадоха за гостите на фестивала приключенията си на борда на 10-метровата платноходка Dodo’s Delight в Гренландия. Сред специалните гости бяха и състезателят по ендуро MTB и колоездене Жером Клеменц и любимецът на публиката и редовен участник във фестивала Боян Петров, който разказа за своето поредно предизвикателство през годината – изкачването на осемхилядника Нанга Парбат. Премиерата на филма „Животът на еднин планинар“ /Life of a Mountaineer/, посветен на планинския спасител и фотограф Младен Кантарджиев, изправи публиката в залата на крака, а разказът за четиримата млади български алпинисти Мартин Маровски, Виктор Варошкин, Григор Вътев и Руслан Вакрилов за експедицията им в Патагонските Анди и изкачването на връх Серо Торе беше друг от акцентите на фестивала.

### 2015
През 2015 г. във фокуса на вниманието беше бележещото възход планинско бягане. Публиката се срещна с френския шампион Жулиен Шорие и родния рекорден бегач и ориентировач Кирил Николов - Дизела. Участваха и много заклети пътешественици и големи имена от българската и световната сцена – британският катерач Бен Муун, българският изследовател Боян Петров – Съни, младият талант в боулдър катеренето Пепи Иванов и други родни планинари и атлети.

### 2014
През 2014 г. фокус на изданието е 85-ата годишнина на алпинизма и катеренето в България, пътешествието на Боян Николов по море с каяк (соло), през три морета (Черно, Егейско и Йонийско) и Делтата на р. Дунав (400 км). Специални гости са британската звезда в катеренето Лео Холдинг и българинът Боян Петров.
Част от програмата са екологични инициативи като експедиция Recycle, или как едно екоразследване може да се превърне в приключение и кампанията за запазване на българските реки от WWF.

### 2013
Сред специалните гости на фестивала през 2013 г. са Антоан льо Менестрел – френският „поет на вертикала“. В биографията си Антоан има записани паметни моменти като първото в света солово 8а и прокарването на първия маршрут 8с. Друг специален гост е Ник Бълок – британски алпинист, пътешественик и писател.
Oт българска страна Веселин Овчаров – родният феномен в параглайдинга, както и Боян Николов, който разказва за неговото пътуване с каяк по стъпките на Одисей. Друг акцент е пътуването на Васил Тодев, създател на Байкария, с колела из Хималаите.

### 2012
През 2013 година фокус на изданието е пешеходното пътуване на Филип Жак – прекосява 14 държави, прави над 12 милиона крачки пеша (8000 километра), единствено с количка тежаща едва 40 килограма. Друг специален гост е световноизвестната катерачка Силвия Видал – „испанската мадона на соло катеренето“.

## Фотоконкурс
Всяка година в рамките на фестивала се провежда фотоконкурс с различна тематика, популяризираща дейностите сред природата, красотата на българските планини и отговорния начин на живот и пътуване.
В дългогодишната инициатива десетки професионални и непрофесионални фотографи изпращат своите кадри и показват красотата на природата през своите очи, а кадрите стават част от специална изложба. След дните избраните кадри украсяват стените на малки хотели, къщи за гости и хижи и пътуват из България.

## Акценти от програмата и зрителски интерес
| Година | Дата                    | Посещаемост                  | Акценти в програмата |
| ------ | ----------------------- | ---------------------------- | --- |
| 2005   | 28.11 – 1.12            |                              | Представяне на първия български опит за изкачване на Каракорум – К-2 (8611 м). Представяне на изкачването на нов маршрут в Хималаите – Кедар Доум (6830 м) |
| 2006   | 11 – 15 декември        |                              | Представяне на вело, еко, трекинг и екстремни филми |
| 2007   | 3 – 6 декември          |                              | Фокус върху природата на България; Разкази, посветени на български експедиции в планината Тяншан (Централна Азия), Мадагаскар, Антарктида, Кавказ и други. |
| 2008   | 9 – 11 декември         |                              | Нов фокус върху спортното катерене и байк културата в България |
| 2009   | 1 – 3 декември          |                              | Германският катерач Курт Алберт, първата българка, изкачила Еверест – Петя Колчева, и Боян Петров за изкачванията му в Каракорум. Връчване на кристален френд от Пепи Малов. |
| 2010   | 30.11 – 02.12           | Между 1500 и 2500 посетители | Испанският катерач Ману Кордоба, филмът „Asgard Project“ за експедицията на Лео Холдинг до връх Асгард на остров Бафин и Владимир Донков с фотографии от Гренландия. |
| 2011   | 29.11 – 01.12           | Между 1500 и 2500 посетители | Световноизвестният испански катерач Даниел Андрада. |
| 2012   | 27 – 29 ноември         | Между 1500 и 2500 посетители | Световноизвестната катерачка Силвия Видал и Филип Жак, който прекосява 14 държави и прави 8000 км пътешествие пеша. |
| 2013   | 3 – 5 декември          | Между 1500 и 2500 посетители | Катерачът Антоан льо Менестрел, част от бума на катеренето в Европа в началото на 80-те и катерачът Ник Бълок. |
| 2014   | 2 – 4 декември          | Над 2500 посетители          | Британската звезда в катеренето Лео Холдинг и българинът Боян Петров |
| 2015   | 1 – 3 декември          | Пример                       | Световният катерач Бен Муун и френската звезда на планинското бягане Жулен Шорие. |
| 2016   | 11 – 13 ноември         |                              | Катерачният тандем Никола Фаврез и Шон Вилянуева, ендуро легендата Жером Клеменц. |
| 2017   | 29 ноември – 1 декември |                              | Фрийрайд състезателят Глен Плейк |
| 2018   | 3 – 5 декември          |                              | Годината на Боян Петров, професията на планинския водач |
| 2019   | 2 – 5 декември          | над 2500 посетители          | Биоразнообразието представено от Еврар Венденбаум, 11 премиерни филма покриващи всички сегменти на приключенията и пътешествията сред природата, от Хималаите и Каракорум, през пустините на Азия, планините на Европа, Гренландия, Ел Капитен и до най-южната точка на Американския континент |